# Béla Schick
Béla Schick (Balatonboglár, 16 luglio 1877 – New York, 6 dicembre 1967) è stato un pediatra ungherese naturalizzato statunitense, noto soprattutto per i suoi contributi nei campi della batteriologia e dell'immunologia.

## Biografia
Nacque nella cittadina ungherese di Balatonboglár, appartenente allora all'Impero austro-ungarico. I suoi familiari erano di religione israelita. Studiò in Austria; frequentò la facoltà di medicina all'università di Graz, dove strinse amicizia con Clemens von Pirquet, laureandosi nel 1900.
Nel 1902 divenne assistente di Theodor Escherich nella clinica pediatrica St. Anna Kinderspital di Vienna. Escherich, il cui nome è ricordato dall'Escherichia coli da lui identificato, era un pediatra convinto che la maggior parte delle patologie pediatriche avrebbero potuto essere risolte, o quanto meno chiarito, per mezzo degli studi batteriologici. Contemporaneamente cominciò a lavorare con Rudolf Kraus all'Universitätsinstitut für Serotherapie (Istituto Universitario di Sieroterapia). Le ricerche sperimentali di Schick nei campi dell'infettivologia e dell'immunologia gli diedero rinomanza mondiale.
Béla Schick rimase all'Università di Vienna fino al 1923, anno in cui trasferì negli Stati Uniti d'America, a New York, per dirigere il Dipartimento di Pediatria del Mount Sinai Hospital.
Da 1936 fu anche professore di pediatria alla Columbia University.
Dal 1950 al 1962 Schick diresse il Dipartimento di Pediatria del Beth-El Hospital di Brooklyn.

## L'attività scientifica
I primi interessi scientifici di Béla Schick, in Austria, riguardarono la batteriologia e l'immunologia. I suoi ultimi interessi, negli Stati Uniti, riguardarono soprattutto la nutrizione in età pediatrica, sia quella normale del neonato e del bambino, sia le patologie nutrizionali.

### La malattia da siero
Nel 1905 Béla Schick e il suo collega Clemens von Pirquet descrissero per la prima volta la malattia da siero, una reazione avversa dell'organismo a un antisiero eterologo, somministrato per via parenterale a scopo terapeutico, il cui meccanismo patogenetico consiste in una ipesensibilità mediata da immunocomplessi. Il lavoro di Schick e di von Pirquet è stato di fondamentale importanza non solo per la definizione nosologica e clinica della sindrome, ma anche perché lo studio dei rapporti cronologici che intercorrevano fra la somministrazione del siero e la comparsa dei sintomi permisero delle valide ipotesi sul meccanismo patogenetico.

### L'allergia
Nel 1906 Béla Schick e Clemens von Pirquet furono i primi a riconoscere come il sistema immunitario possa svolgere anche un ruolo dannoso, essere di per sé causa di malattie, e introdusse nel linguaggio medico il termine «allergia». Le osservazioni dei due viennesi nacquero dal rilievo che, nei pazienti che erano stati già sottoposti in precedenza a somministrazione di siero eterologo, nei quali die Serumkrankheit (la malattia da siero) poteva essere più grave e accelerata, insorgendo dopo soli 3 o 4 giorni dalla somministrazione del siero, anziché dopo 1-2 settimane come avveniva in seguito alla prima somministrazione. Venne coniato il termine «allergia» (dai vocaboli greci ἄλλος, che vuole dire "altro", ed ἔργον che significa "lavoro") per indicare una reazione alterata alla somministrazione di un antigene. Si osservi tuttavia che la definizione del termine «allergia» di Schick e von Pirquet non coincide più con quella accettata dalla medicina contemporanea e basata sulla classificazione di Gell e Coombs delle reazioni di ipersensibilità, note come reazioni di ipersensibilità di grado da I a IV. Secondo la definizione di Pirquet, «allergia» significava "reazione modificata" del sistema immune, e poteva applicarsi tanto alla malattia da siero (oggi classificata ipersensibilità di tipo III mediata da complessi antigene-anticorpo), quanto alla reazione alla tubercolina (oggi classificata Ipersensibilità di tipo IV cellulo-mediata), mentre il termine «allergia» nella Classificazione di Gell e Coombs viene riservato solo alle reazioni di Ipersensibilità di Tipo I o immediata.

### Test di Schick

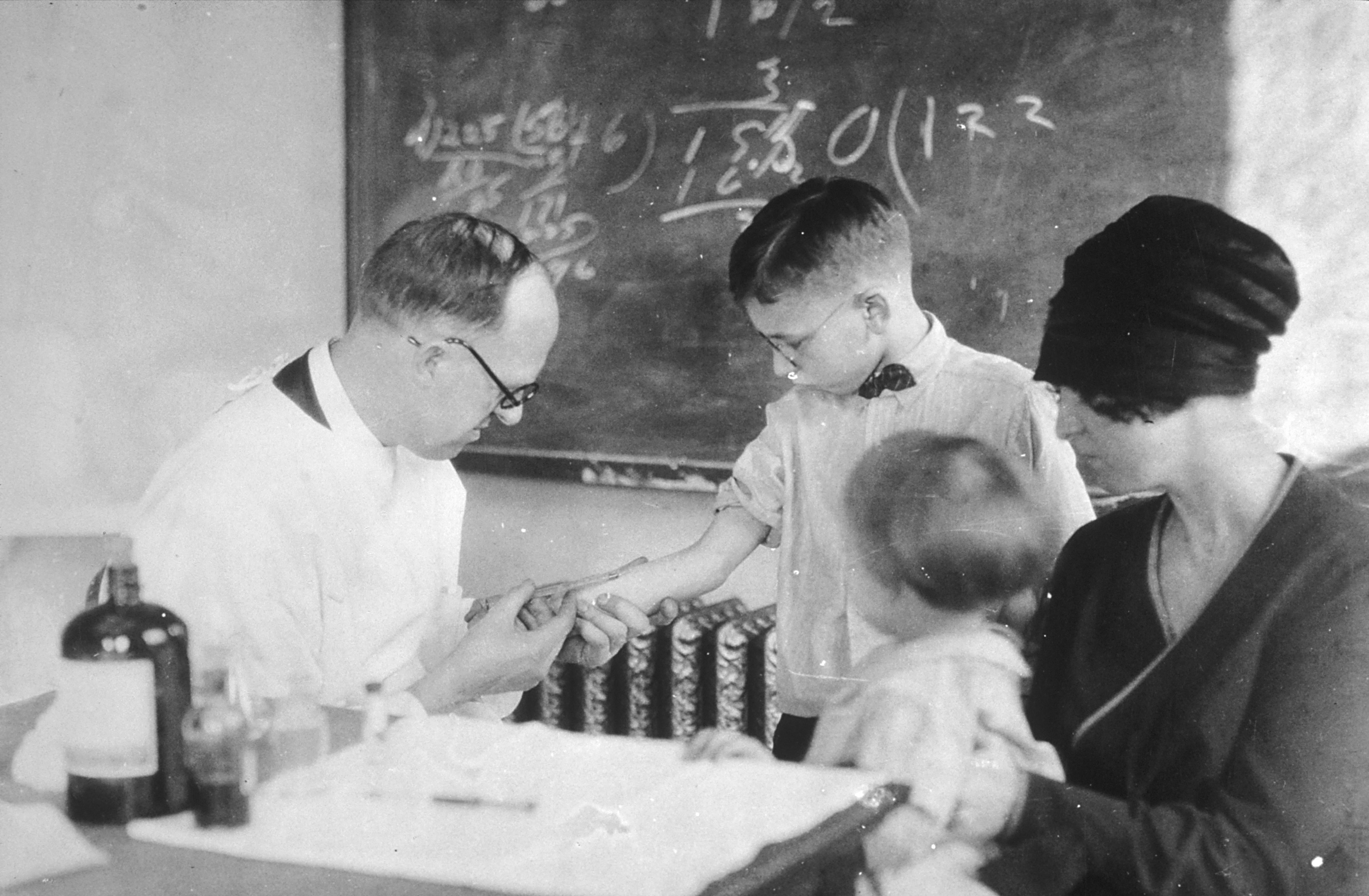
Un ragazzo viene sottoposto al test di Schick nel 1915.

Il nome di Béla Schick è ricordato in una prova, ideata attorno al 1912, utile per evidenziare la recettività e l'immunità verso la difterite. Si effettua una intradermoreazione con una piccolissima quantità di tossina difterica (1/50 della dose minima letale) e si osserva l'eventuale neutralizzazione dell'effetto necrotizzante della tossina difterica da parte dell'antitossina. L'attendibilità di una risposta positiva (tumefazione e arrossamento dopo 24-36 ore) è tuttavia maggiore di una risposta negativa, per cui non si ritiene opportuno vaccinare un soggetto solo perché la risposta alla prova è negativa,